# Уайт, Ричард (историк)
Ричард Уайт (Richard White; род. 28 мая 1947, Нью-Йорк) — американский историк, специалист по истории США, в особенности их Запада, также специализируется на истории окружающей среды и коренных американцев. Доктор философии, эмерит-профессор Стэнфорда, где преподаёт с 1998 года. Член Американского философского общества (2016). Стипендиат Макартура (1995—2000), отмечен Mellon Distinguished Achievement Award (2006). 
Вырос в Лос-Анджелесе и его окрестностях. Окончил Калифорнийский университет в Санта-Крузе (бакалавр), в Вашингтонском университете получил степени магистра и доктора философии, преподавал в последнем, а также в Университете Юты и Университете штата Мичиган.
Ныне эмерит-профессор Стэнфорда как именной профессор (Margaret Byrne Professor) американской истории. Сооснователь Bill Lane Center for the American West и в 2002—2012 годах его содиректор. В 2006–2007 годах президент Организации американских историков.
Помимо истории США, писал о Мексике, Канаде и Франции, а также Ирландии.
Стипендиат Гуггенхайма.
Отмечен Beveridge Award (1992), Los Angeles Times Book Prize (2011), Francis Parkman Prize (2012).
Дважды финалист Пулитцеровской премии (1992, 2012).
Как характеризует его гарвардский профессор Фил Делория: "Ричард есть "historian's historian", и в значительной степени это объясняется его даром повествования и способностью перерабатывать огромные объемы информации в разборчивые кусочки" ("Richard is a historian's historian and some large part of that stems from his narrative gifts and his ability to process vast amounts of information into legible pieces".).

## Книги
- The Roots of Dependency: Subsistence, Environment, and Social Change Among the Choctaws, Pawnees, and Navajos (1983)
- The Middle Ground: Indians, Empires, and Republics in the Great Lakes Region, 1650—1815 (1991)
- «It’s Your Misfortune and None of My Own»: A New History of the American West (1991)
- The Middle Ground: Indians, Empires, and Republics in the Great Lakes Region, 1650—1815 (Cambridge University Press, 2010)
- Railroaded: The Transcontinentals and the Making of Modern America (W.W. Norton and Company, 2011)
  - Рецензия: Robin Einhorn. Trains in Vain: On Richard White (The Nation, August 30, 2011)
- The Republic for Which It Stands: The United States during Reconstruction and the Gilded Age, 1865—1896 (Oxford History of the United States, 2017)